# Нинечер

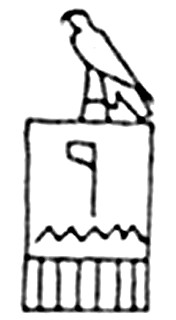

Нинечер (также Ни-нечер или Хор-ни-нечер — букв. «принадлежащий к богу») — третий фараон II династии Раннего царства Древнего Египта.
Согласно датировке Юргена фон Беккерата, его правление длилось примерно с 2785 по 2742 годы до н. э. Египтолог Томас Шнайдер более осторожен с оценками и помещает годы его правления в промежутке между 2850 и 2740 годами до н. э.
Из фараонов II династии это наиболее подробно освещённый в документах фараон: от его правления сохранилось большое количество каменных сосудов и глиняных печатей. Палермский камень в 4 строке содержит хронологию событий 14 лет его правления. Его правление было самым долгим среди правителей II династии.

## Имена и идентификация
Нинечер (или Нинеджер, Ninetjer) известен из Абидосского списка как БаНинечер (BaNinetjer), а из Саккарского — как Банечеру (Banetjerw). Манефон передал его имя по-гречески, в форме Бинофрис (или Бинотрис, Binothris) и отводит ему царствование в 47 лет.

## Правление
О Нинечере нам известно по упоминанию на Палермском камне и по предполагаемой гробнице этого царя под Саккарой. Вероятно, правление Нинечера действительно было довольно длительным. Тоби Уилкинсон, исследовавший Палермский камень и Туринский царский папирус, отмечает, что Нинечер мог править на протяжении 40 лет. Из хроники Палермского камня известно, что он разрушил города Шем-Ра и «Дом Севера», очевидно, расположенные в Дельте.
Предполагаемая гробница Нинечера найдена в скале в Саккара.